# Party Crasher
Party Crasher är Per Gessles sjunde soloalbum och tredje album på engelska. Det släpptes den 26 november 2008. 
Några veckor efter En händig man-turnén fick Gessle en idé att skriva låtar till "grooves" (basgångar) och trumloopar istället för att bara skriva med gitarr och piano. Vissa loopar gjorde Gessle själv på datorn, och vissa hittade han i andras låtar från Bee Gees, Chic, Donna Summer, The Human League med flera. Gessle, tillsammans med Clarence Öfwerman och Christoffer Lundquist spelade alla instrument på albumet, och Helena Josefsson sjöng, när det spelades in i Aerosol Grey Machine Studio i Vallarum i Skåne.
Gessle gjorde en kort turné i april och maj 2009, där Marie Fredriksson uppträdde i Amsterdam på Roxette-låtarna It Must Have Been Love och The Look.

## Låtlista
1. "Silly Really" (Per Gessle) — 3:40
2. "The Party Pleaser" (Per Gessle)
3. "Stuck Here With Me" (Per Gessle)
4. "Sing Along" (Per Gessle)
5. "Gut Feeling" (Per Gessle)
6. "Perfect Excuse" (Per Gessle)
7. "Breathe Life Into Me" (Per Gessle)
8. "Hey, I Died And Went To Heaven" (Per Gessle)
9. "Kissing Is The Key" (Per Gessle)
10. "Thai With A Twist" (Per Gessle)
11. "I Didn't Mean To Turn You On" (Per Gessle) — 3:35
12. "Doesn't Make Sense" (Per Gessle)

### Bonusspår
- iTunes Deluxe Edition:

1. "I'm Glad You Called" (Per Gessle)

- Telia Deluxe Edition:

1. "Theme from Roberta Right" (Per Gessle)

## Listplaceringar
| Lista (2008-2009) | Topplacering |
| ----------------- | ------------ |
| Sverige           | 2            |

### Fotnoter
1. ↑  ”intervju-08-2”. https://www.dailyroxette.com/intervju-08-2/. Läst 13 januari 2025.
2. ↑  [Roxette hyllades i Amsterdam  https://www.aftonbladet.se/a/0EvL3J ”Roxette hyllades i Amsterdam”]. Roxette hyllades i Amsterdam  https://www.aftonbladet.se/a/0EvL3J. Läst 13 januari 2025.
3. ↑  ”Per Gessle på soloturné i Europa”. https://www.aftonbladet.se/a/l1eQXL. Läst 13 januari 2025.
4. ↑  ”Listplacering”. http://swedishcharts.com/showitem.asp?interpret=Per+Gessle&titel=Party+Crasher&cat=a. Läst 1 juni 2011.